# Gil Suray
Gil Suray (født 29. august 1984) er en belgisk tidligere professionel cykelrytter.